# Стафилины плоскотелые
Стафилины плоскотелые (лат. Omalium) — род жесткокрылых семейства стафилинид.

## Описание
Тело вытянутое и сравнительно плоское. Лоб над глазами без продольного киля. Боковые края переднеспинки не зазубрены.
Голова относительно крупная и широкая, перед глазами довольно глубокие продольные ямки. Голова сзади заметно заужена (отчетливо «шейная»), усики у основания довольно тонкие, постепенно утолщающиеся кнаружи. Переднеспинка явно шире своей длины, с закругленными передними углами, но часто острыми задними углами. Посередине две слегка изогнутые широкие продольные бороздки. Надкрылья намного длиннее переднеспинки (обычно как минимум в два раза длиннее), с выраженными «плечами» и параллельными сторонами.

## Палеонтология
Известны два ископаемых вида: †Omalium antiquorum (эоцен, 35 млн лет, Флориссант, Колорадо, США), †Omalium protogaeae (миоцен, 12 млн лет, Хорватия)
- Omalium caesum
- Omalium rugatum
- Omalium riparium

## Виды
Крупнейший род трибы, включает около 100 видов.
- Omalium acutangulum Shavrin, 2023[5]
- Omalium alienum Shavrin, 2023[6]
- Omalium allardii Fairmaire & Brisout de Barneville, 1859[5]
- Omalium alticola Cameron, 1941[7]
- Omalium altivagans Bernhauer, 1915
- Omalium amicale Gistel, 1857
- Omalium amicorum Shavrin, 2023
- Omalium amplissimum Shavrin, 2023
- Omalium anguliferum Shavrin, 2025 (Китай)[8]
- Omalium angustissimum Shavrin, 2023
- Omalium assingi Zanetti, 2002
- Omalium asturicum Fauvel, 1900
- Omalium bambusaphilum Shavrin, 2025 (Китай)[8]
- Omalium beesoni Cameron, 1924[9]
- Omalium bilobum Shavrin, 2023
- Omalium blattoides Guérin-Méneville, 1829
- Omalium bulgaricum Zerche, 1988
- Omalium caesum Gravenhorst, 1806
- Omalium cantabricum Coiffait, 1966
- Omalium cariosum Cameron, 1924[9]
- Omalium cerrutii Zanetti, 1985
- Omalium cinnamomeum Kraatz, 1857
- Omalium cocleare Shavrin, 2025 (Китай)[8]
- Omalium collare Lentz, 18567
- Omalium confertum Shavrin, 2025 (Китай)[8]
- Omalium contiger Shavrin, 2025 (Китай)[8]
- Omalium cursor Gravenhorst, 1806
- Omalium curtipenne Mäklin, 1878
- Omalium deubeli Bernhauer, 1915
- Omalium doderoi Zanetti, 1980
- Omalium escayraci Saulcy, 1864
- Omalium espanoli Jarrige, 1952
- Omalium excavatum Stephens, 1834
- Omalium exiguum Gyllenhal, 1810
- Omalium falsum Eppelsheim, 1889
- Omalium ferrugineum Kraatz, 1858
- Omalium flavotestaceum Shavrin, 2023
- Omalium funebre Fauvel, 1869
- Omalium fuscum Stephens, 1834
- Omalium gildenkovi  Semionenkov & Shavrin, 2022[10]
- Omalium golovatchi  Shavrin, 2025 (Кемеровская область)[11]
- Omalium henroti Coiffait, 1976
- Omalium hilare Gistel, 1857
- Omalium holtzi Bernhauer, 1943
- Omalium humerale Cameron, 1924[9]
- Omalium hypsibioticum Gistel, 1857
- Omalium imitator Luze, 1906
- Omalium italicum Bernhauer, 1902
- Omalium jamesi Jarrige, 1946
- Omalium khmericum  Shavrin, 2020[12]
- Omalium kociani  Zanetti, 2019[13]
- Omalium kumari Shavrin, 2023[5]
- Omalium kurbatovi Shavrin, 2025 (Китай)[8]
- Omalium kurilicum  Shavrin, 2025 (Итуруп, Кунашир) (Кемеровская область)[11]
- Omalium laeviusculum Gyllenhal, 1827
- Omalium lama Shavrin, 2025 (Китай)[8]
- Omalium laticolle Kraatz, 1858
- Omalium latissimum Shavrin, 2023[6]
- Omalium latocavum Shavrin, 2023[5]
- Omalium latum Stephens, 1834
- Omalium littorale Kraatz, 1857
- Omalium lokayi Fleischer, 1897
- Omalium marginatum Cameron, 1941[7]
- Omalium mesomelas Holme, 1842
- Omalium minus Mulsant & Rey, 1880
- Omalium monticulum Grimmer, 1841
- Omalium muensteri Bernhauer, 1901
- Omalium nigriceps Kiesenwetter, 1850
- Omalium nigrum Coiffait, 1982[14]
- Omalium niponense Sharp, 1889
- Omalium ocellatum Wollaston, 1854
- Omalium oxyacanthae Gravenhorst, 1806
- Omalium poggii Zanetti, 1985
- Omalium pratense Shavrin, 2025 (Китай)[8]
- Omalium pseudojaponicum Shavrin, 2025 (Китай)[8]
- Omalium punicantipenne Grimmer, 1841
- Omalium rhodicum Zanetti & Assing, 2013[15]
- Omalium riparium Thomson, 1857
- Omalium rivulare (Paykull, 1789)
- Omalium rougemonti Shavrin, 2025 (Китай)[8]
- Omalium rugatum Mulsant et Rey, 1880
- Omalium rugulipenne Rye, 1864
- Omalium rutilum Shavrin, 2025 (Китай)[8]
- Omalium saulcyi Fauvel, 1875
- Omalium scapulare Coiffait, 1982[14]
- Omalium schuberti Zanetti, 2002
- Omalium sectum Shavrin, 2025 (Китай)[8]
- Omalium shibatai Watanabe, Y., 1990
- Omalium sogai Jarrige, 1970
- Omalium schuelkei Shavrin, 2025 (Китай)[8]
- Omalium sculpticolle Wollaston, 1864
- Omalium secretum Cameron, 1924[9]
- Omalium septentrionis C.G.Thomson, 1857
- Omalium smetanai Shavrin, 2025 (Китай)[8]
- Omalium strigicolle Wankowicz, 1869
- Omalium subrugosum Stephens, 1834
- Omalium subsolanum Herman, 2001
- Omalium tibetanum Shavrin, 2025 (Китай)[8]
- Omalium turcicum Smetana, 1967
- Omalium validum Kraatz, 1858
- Omalium wunderlei Zanetti, 2002[16]
- Omalium xambeui Fauvel, 1876
- Omalium xizangense Zheng, Fa-Ke & Shi-Hua Pu, 2000[17]
- другие